# Victor de Bastard d'Estang
Pour les autres membres de la famille, voir Famille de Bastard d'Estang.
Victor de Bastard d'Estang est un militaire et homme politique français né le 16 novembre 1785 à Nogaro (Gers) et décédé le 18 janvier 1875 à Barsac (Gironde).
Frère de Dominique-François-Marie de Bastard d'Estang et d'Auguste de Bastard d'Estang, il entre dans la garde impériale en 1807, il est capitaine en 1813. Il est grièvement blessé à Dantzig en 1813, il quitte l'armée en 1819 avec le grade de chef de bataillon. Conseiller général, il est député de Lot-et-Garonne de 1832 à 1837.

## Sources
- « Victor de Bastard d'Estang », dans Adolphe Robert et Gaston Cougny, Dictionnaire des parlementaires français, Edgar Bourloton, 1889-1891 [détail de l’édition]